# ویلکولاس
ویلکولاس (به لاتین: Wielkolas) یک روستا در لهستان است که در ابرامو، بخش لوبارتاو واقع شده‌است. ویلکولاس ۶۵۷ نفر جمعیت دارد.